# 日本取締役協会
一般社団法人日本取締役協会（にほんとりしまりやくきょうかい、英語: Japan Association of Corporate Directors）は、日本の取締役などの経営者による業界団体。略称はJACD。

## 目的
経営者、専門家、研究者、社外取締役、機関投資家など、経営に携わる人々が日本企業の成長を目的として集まる団体。企業の成長の仕組みとして、コーポレートガバナンスの普及・啓蒙を目的に活動する。

## 沿革
- 2001年11月 - 上場企業の経営者を中心に発足。
- 2001年12月13日 - 発起人総会を銀行倶楽部にて開催。
- 2002年3月13日 - 設立総会をパレスホテルにて開催。
- 2002年4月1日 - 有限責任中間法人日本取締役協会として登記。
- 2009年1月21日 - 一般社団法人日本取締役協会へ組織変更。

## 役員
- 会長：宮内義彦
- 副会長：出井伸之、鈴木洋、冨山和彦、原良也、東哲郎、松井忠三、松崎正年、茂木友三郎
- 事務総長：林部健治
- 執務室長：松本茂